# الضليل (الزرقاء)
الضليل منطقة سكنية تقع في لواء قصبة الزرقاء، محافظة الزرقاء في الأردن. تنتمي المنطقة لقضاء الضليل الذي يضم 7 مناطق. يقدر عدد سكانها بـ 50931 نسمة حسب إحصاء 2015.

## التسمية
سميت ب الظليل لظل أشجارها، وكان المارين منها يستظلون ويرتاحون تحت أشجارها العالية الظليلة.

## الجغرافيا

### الموقع
تقع بلدة الظليل إلى شمال شرق محافظة الزرقاء، وتبعد عنها حوالي (15 كم) يحدها من الشمال الخالدية، ومن الجنوب المنطقة الحرة وطريق الأزرق وسائح الذياب، ومن الغرب الهاشمية، ومن الشرق الحلابات.

## الاقتصاد
تُشكل منطقة الظليل مركزاً اقتصادياً هاماً، حيث تتواجد فيها العديد من مراكز الإنتاج الزراعي بفرعيه النباتي والحيواني، وكذلك أُنشأت فيها العدد من المصانع.
وفيها 50 مصنعا متنوعا، و250 مزرعة أبقار تقدم يوميا 320 طن حليب، بما يعادل 70% من مجموع الناتج المحلي الوطني للحليب، ومجمع صناعي مؤهل يحقق نحو 40 مليون دينار سنويا، وبقعة زراعية خضراء هي الأكبر بعد الاغوار.

## الوصلات الخارجية
- دائرة الاحصاءات العامة